# Stavmixer

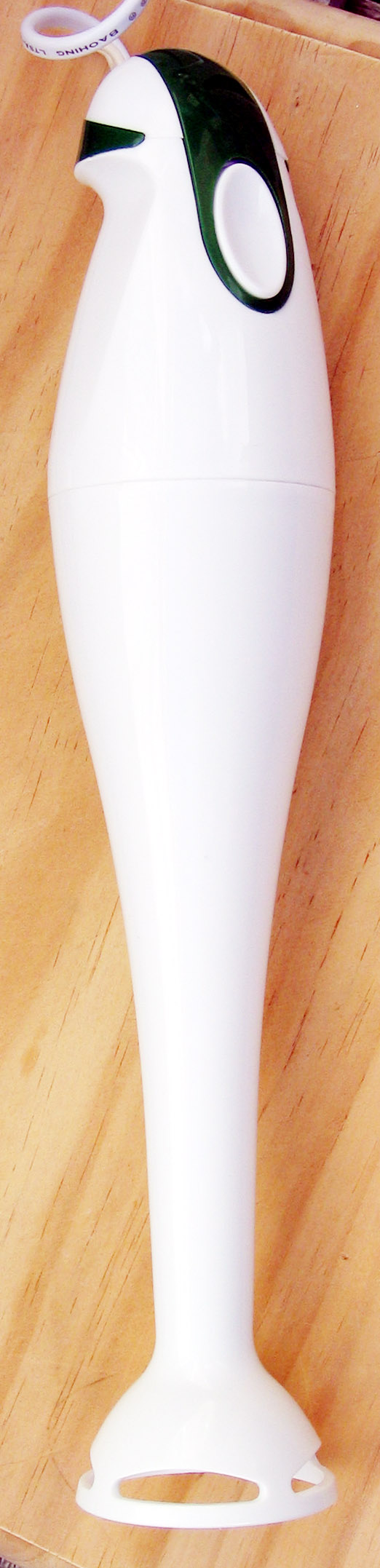
En stavmixer.

Stavmixer är en stavformad, el- eller batteridriven hushållsapparat som i stort sett fyller samma funktion som en traditionell mixer, men lämpar sig bättre för arbeten av mindre karaktär. En stavmixer kan mixa, hacka, bereda och vispa. Den har på 2000-talet blivit vanlig på såväl restauranger som i hemmen.
I mars 1950 sökte Roger Perrinjaquet patent för en stavmixer som han kallade Bamix efter franskans "battre et mixer" (slå och blanda). 1954 såldes patentet till ESGE som började att producera apparaten samma år. 1955 presenterades en ny version för allmänheten på Hannovermässan. Den kallades Zauberstab på den tyska marknaden.